# NonStopErotik
NonStopErotik è il decimo album in studio del musicista statunitense Black Francis, pubblicato nel 2010.

## Tracce
1. Lake of Sin
2. O My Tidy Sum
3. Rabbits
4. Wheels
5. Dead Man's Curve
6. Corrina
7. Six Legged Man
8. Wild Son
9. When I Go Down on You
10. Nonstoperotik
11. Cinema Star